# 한신 전기철도 5500계 전동차 (무고가와선)
한신 전기철도 5500계는 본선과 무코가와선에서 운용되는 차량이다. 본 항목에서는 무고가와선 차량을 소개한다.

## 개요
본선의 5500형 중 4편성을 무고가와선용으로 전속하고 있다.
4편성과도 명칭이 달라, 「타이거스호」 「고시엔호」 「TORACO호」 「트럭키호」가 있어, 외장, 내장 모두 명칭에 특화한 것이 되어 있다

## 운행
통상은 무코가와선 한정으로 운전되고 있어 본선은 아마가사키 차량 기지로 회송할 때밖에 통과하지 않는다
또, 2023년 9월 29일 9월 30일 10월 1일 한정으로 「타이거스호」 「고시엔호」가 본선의 보통 전철로 운행되었다

## 차량
여기에서는 4편성 함께 설명한다

### 공통 사항
외장에는 LCD로 목적지 표시하고 있는, 차내에는 소형의 LED 안내 표시를 설치하고 있어 무고가와선의 로고도 전편성에 있다

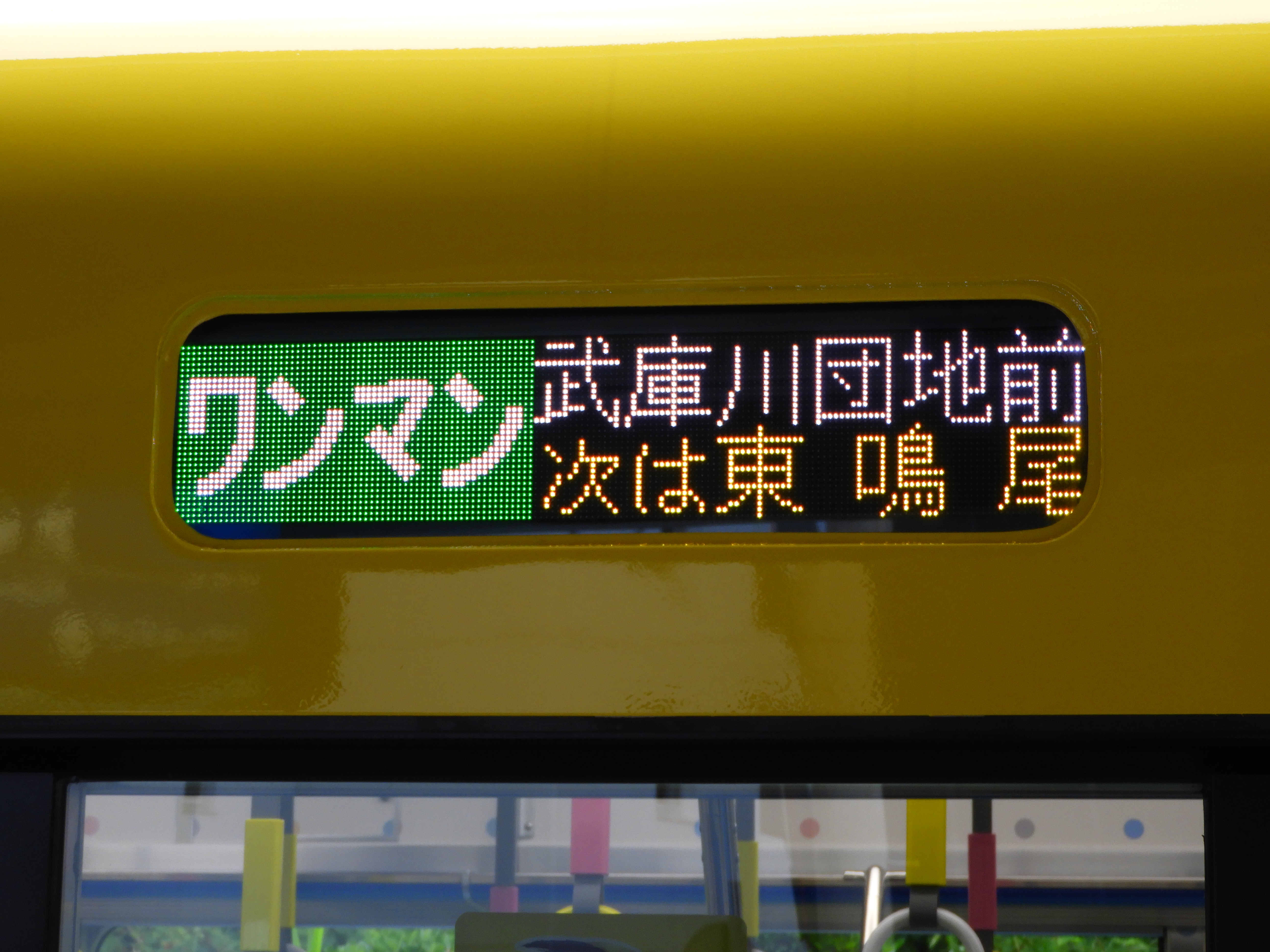
LCD 목적지 표시
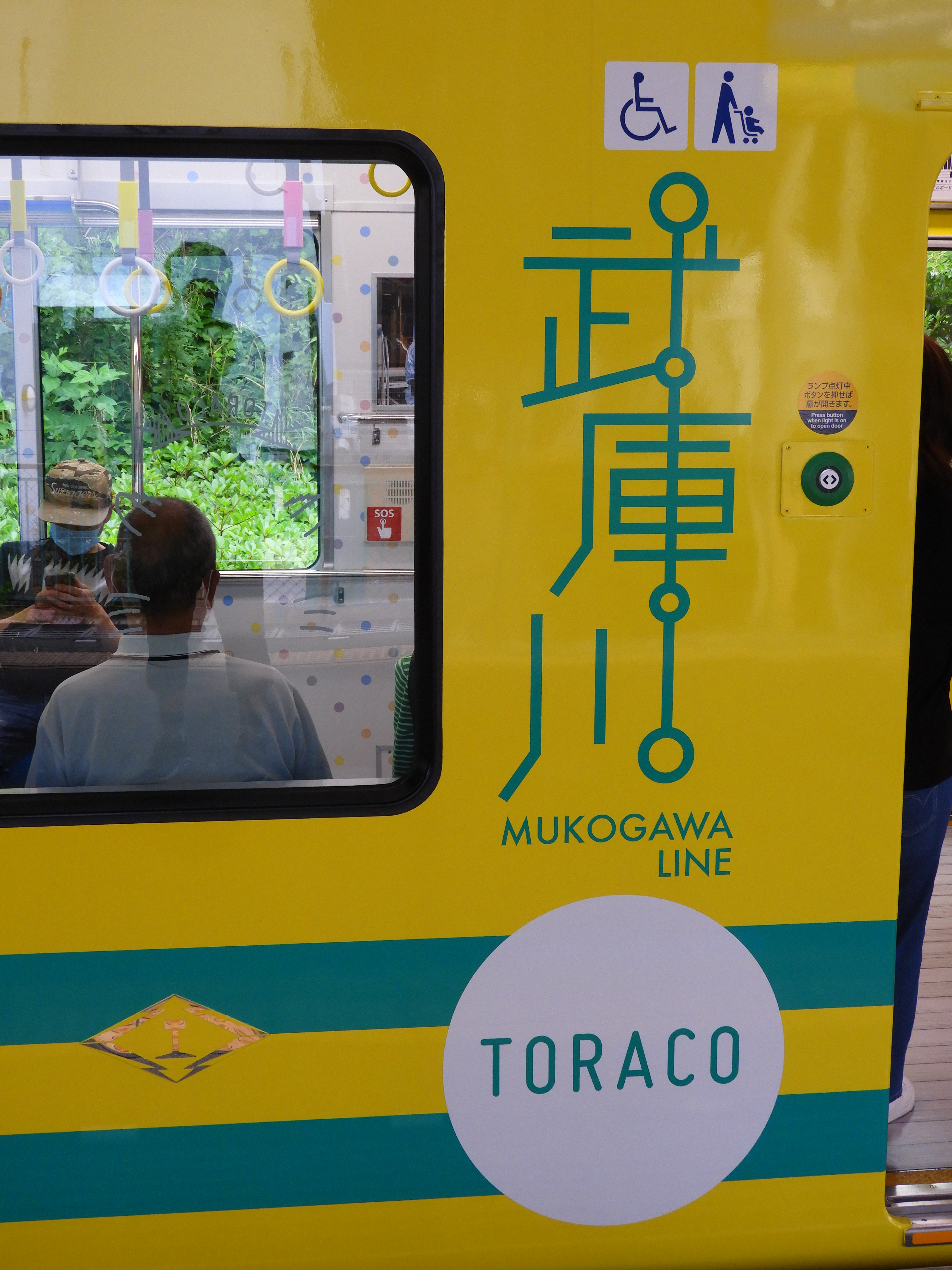
무코가와 선 로고
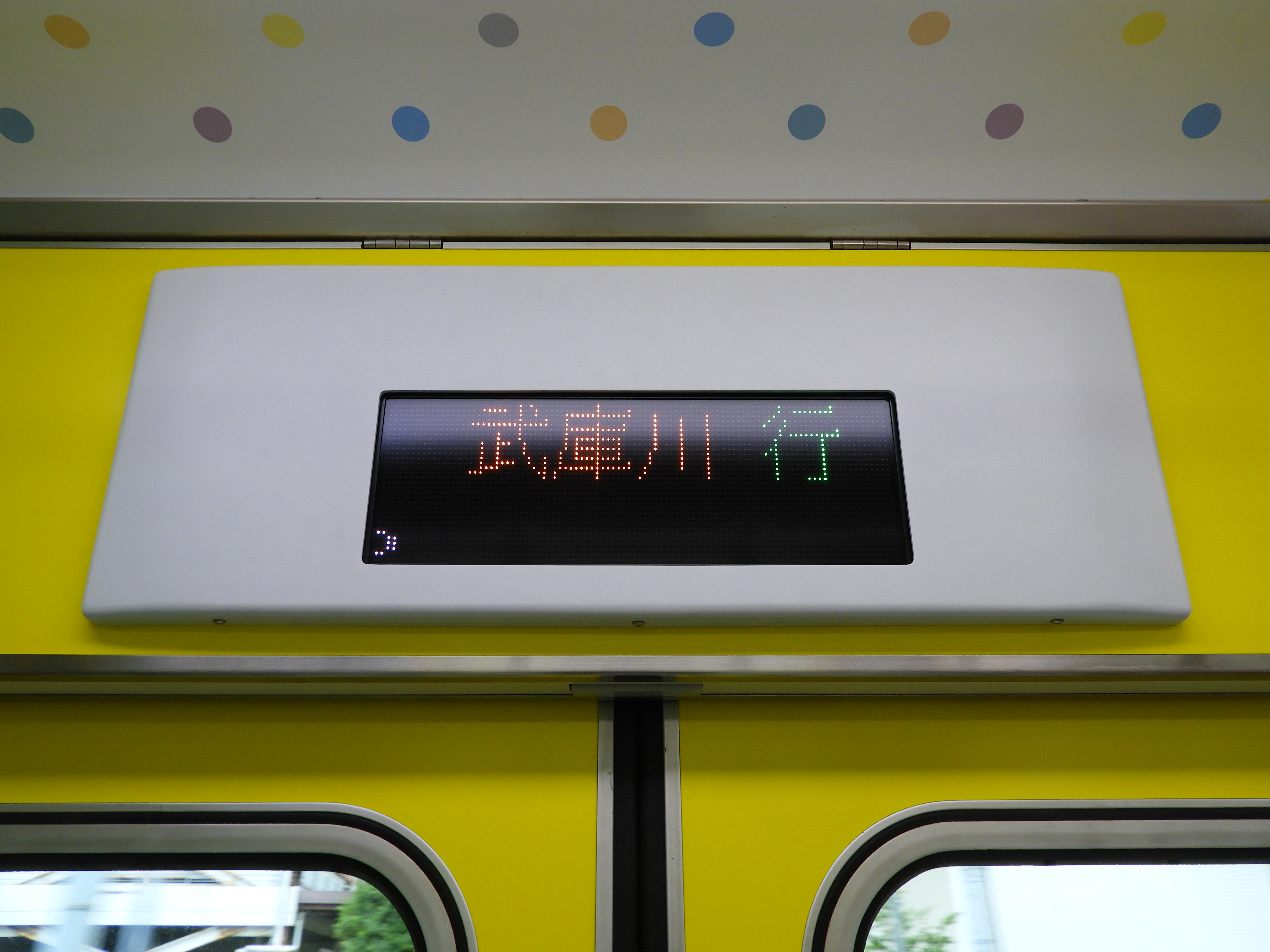
LED 안내 표시

### 타이거스호

#### 외부
「한신 타이거스」를 이미지하고 있어, 5513・5913의 2량 편성.

외장에 구단 컬러인 노란색과 검은색을 채용하고 있다

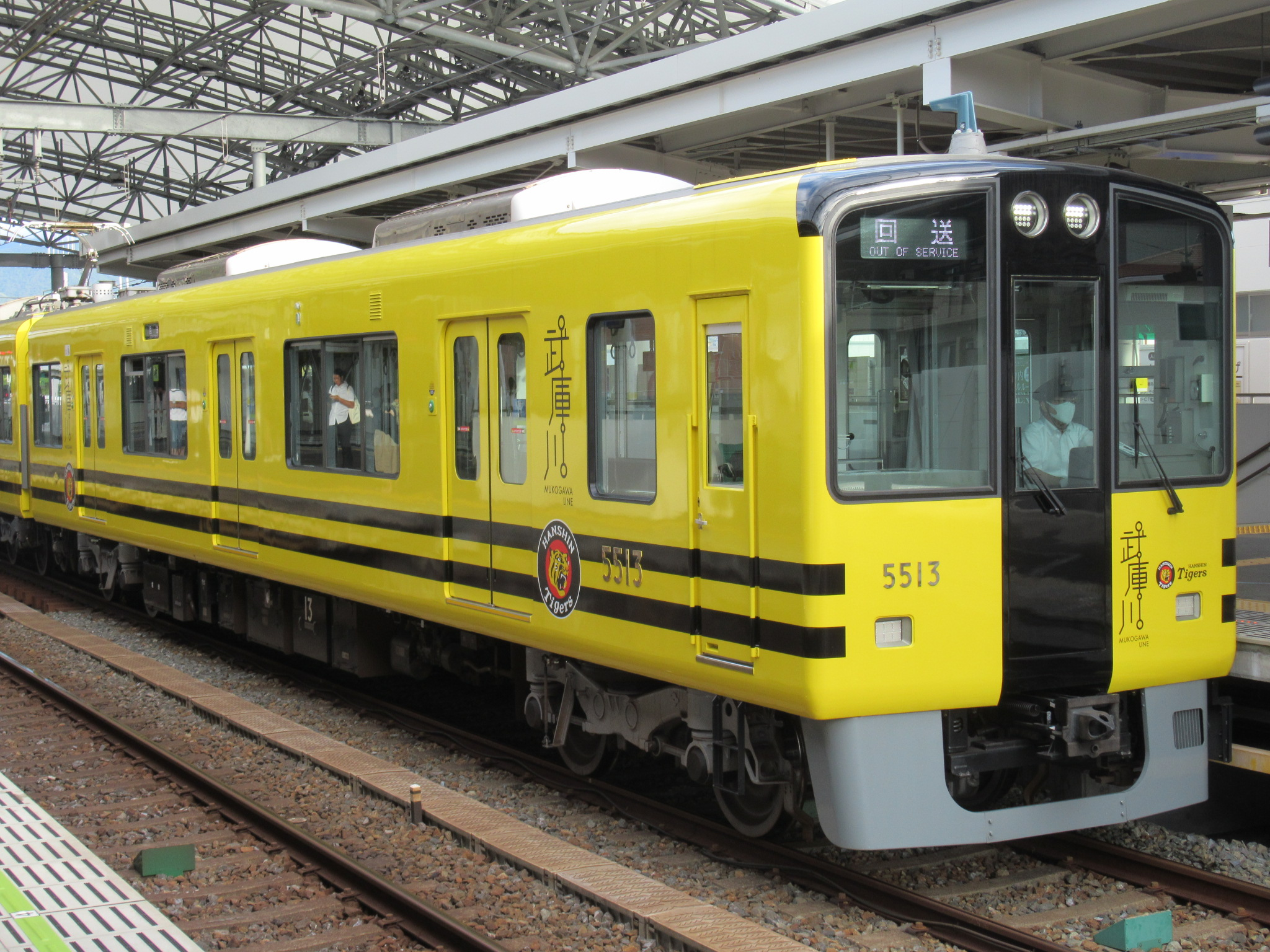
외부

#### 내부
인테리어가 팀의 유니폼을 이미지 한 디자인이되고있다
차내외 곳곳에 한신 타이거스의 심볼 마크가 배치되어 있다.

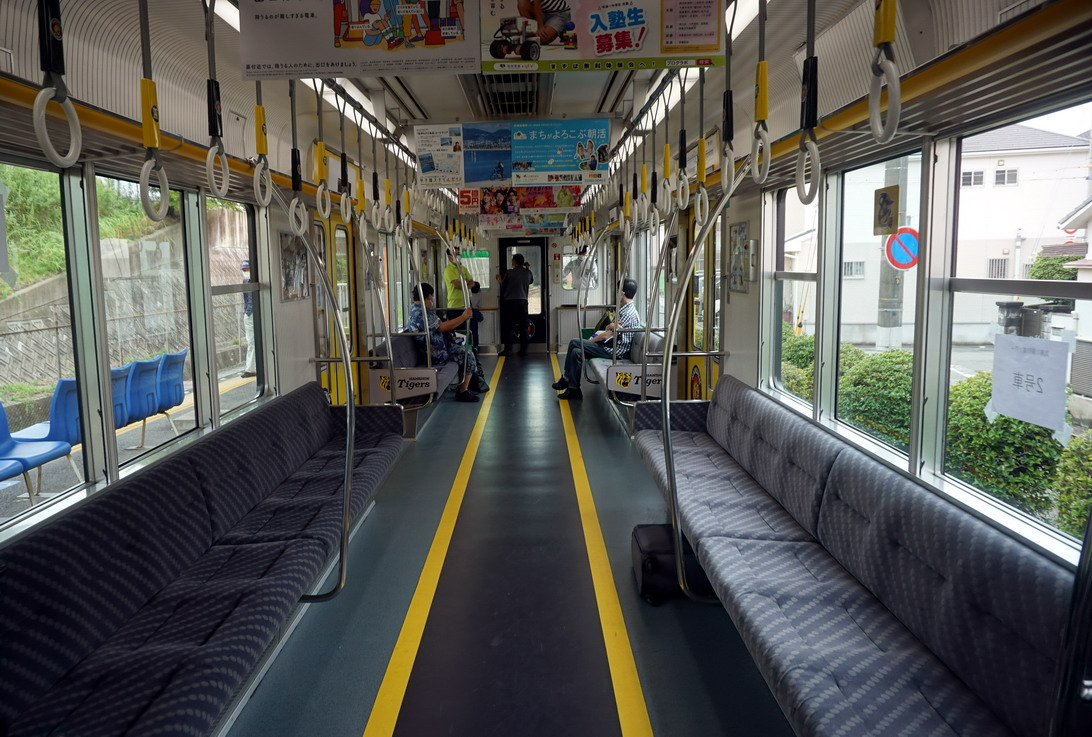
내부

### 고시엔호

#### 외부
「한신 고시엔 구장」이 테마. 5914·5514의 2량 편성.

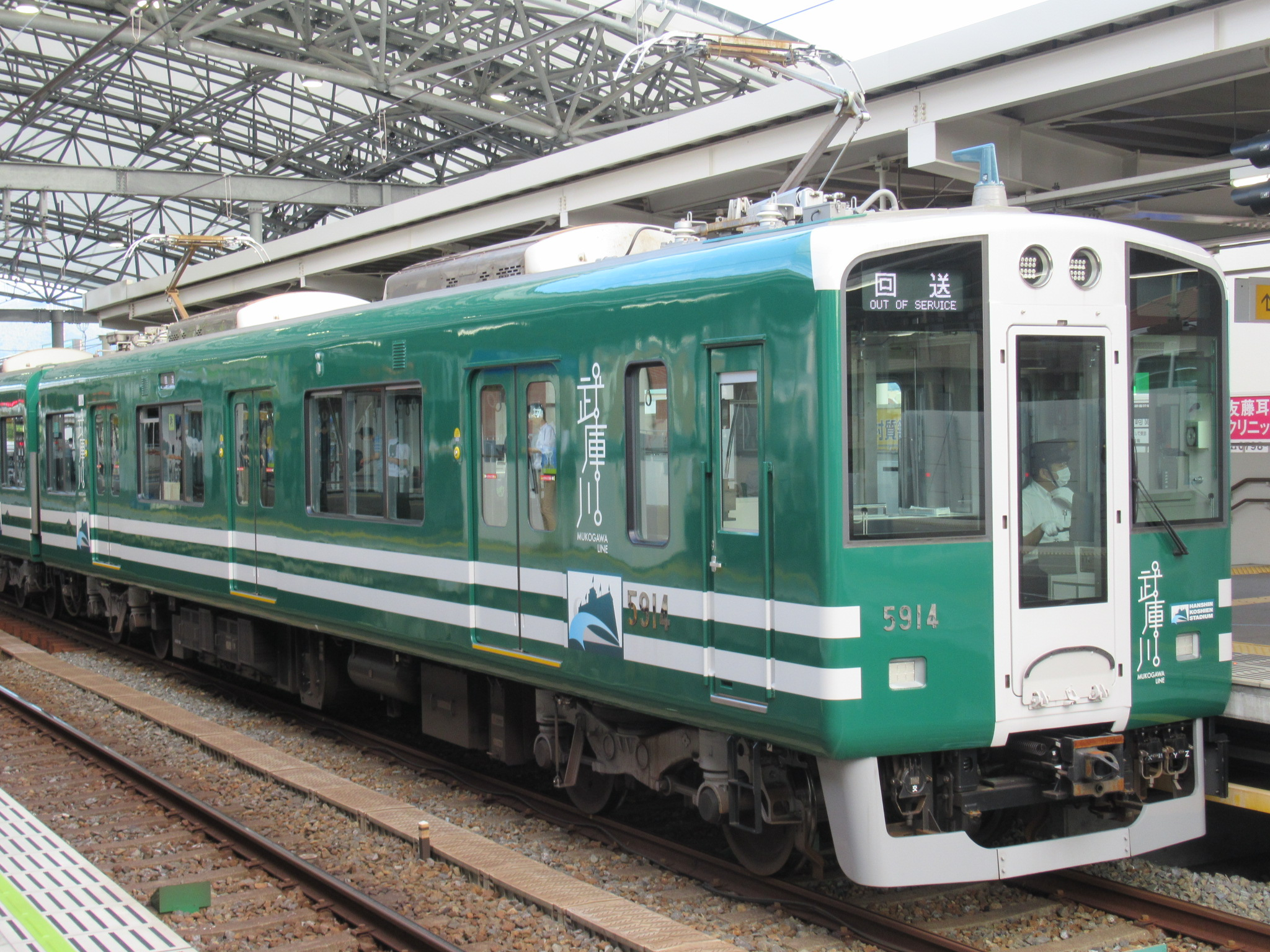
외부

#### 내부
외관에 구장의 아이비·잔디·마운드·흰색 선을 이미지 한 녹색과 흰색을 채용해, 차내는 바닥면이 구장의 흙이나 마운드 등을, 
측면이 구장 벽면의 벽돌을 이미지한 디자인이 되고 있다.

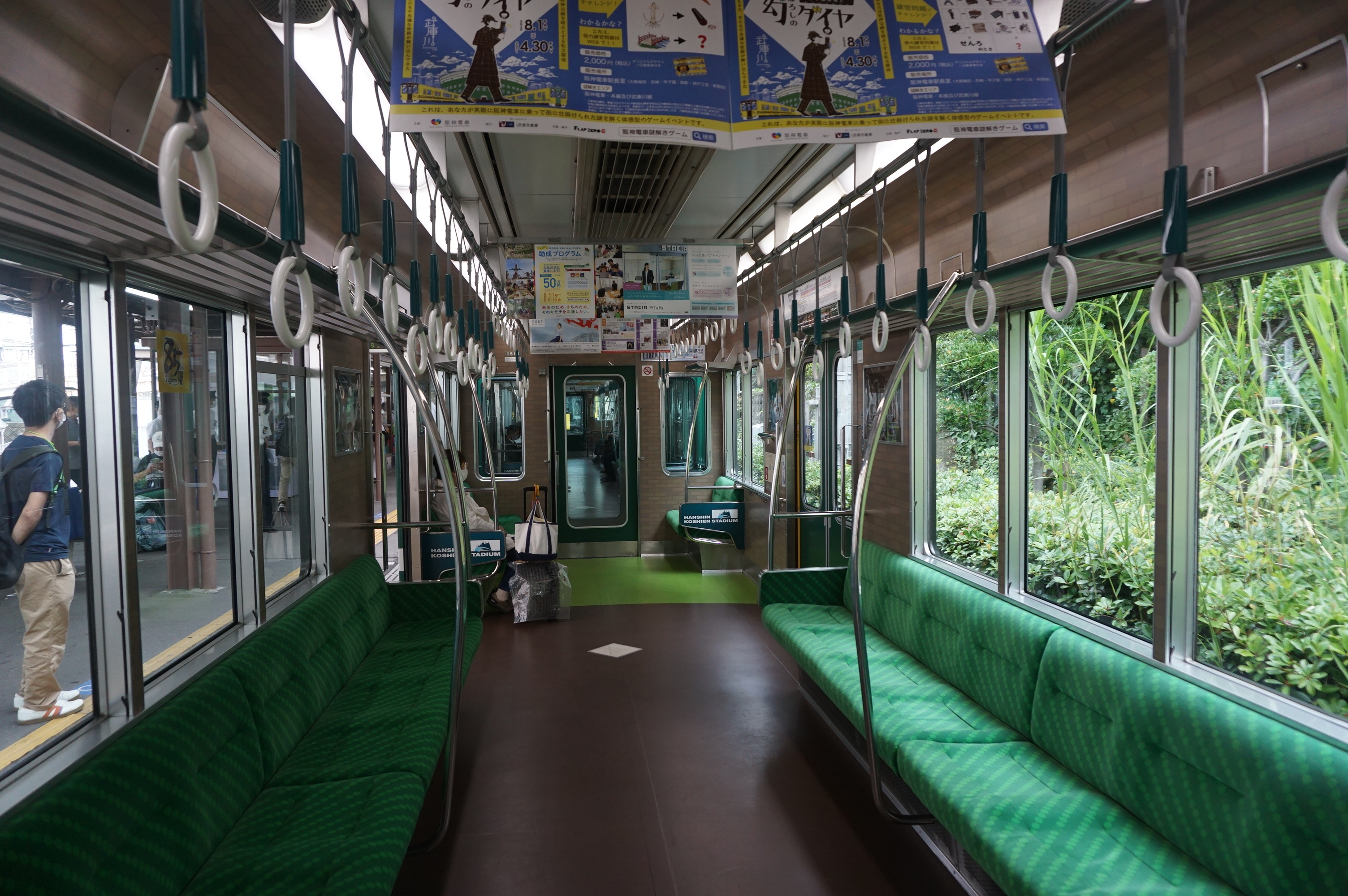
내부

### 트래키호

#### 외부
한신 타이거스의 마스코트 캐릭터 「트래키」가 테마. 5912·5512의 2량 편성.

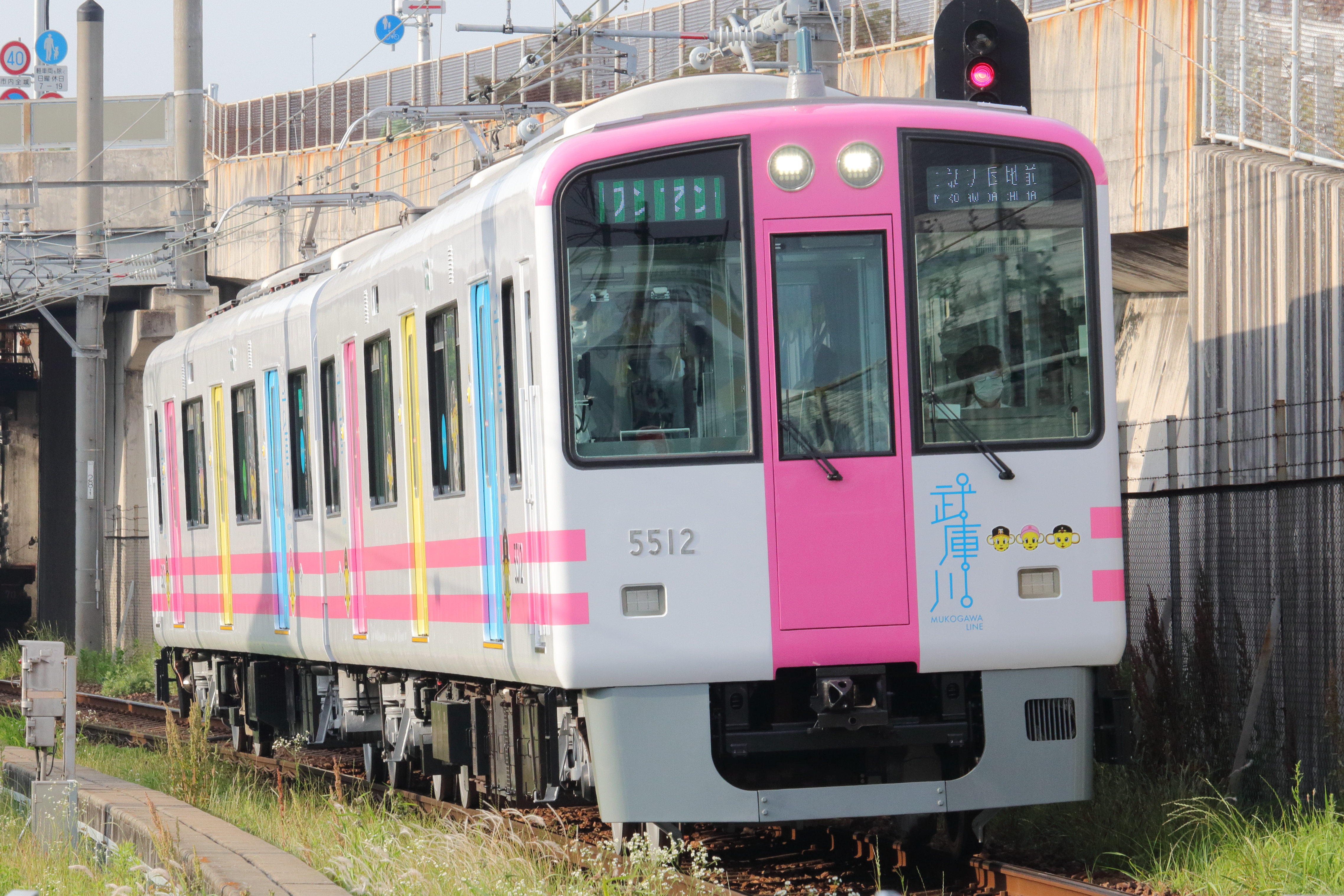
외부

#### 내부
외장은 흰색을 기조로 핑크 라인이 들어가고, 내장은 핑크 스트라이프 모양으로했다. 
바닥면은 트래키의 발자국을 이미지 한 디자인으로되어 있으며, 트래키 럭키 키 태를 일부 현수와 내외장 곳곳에 다루고있다.

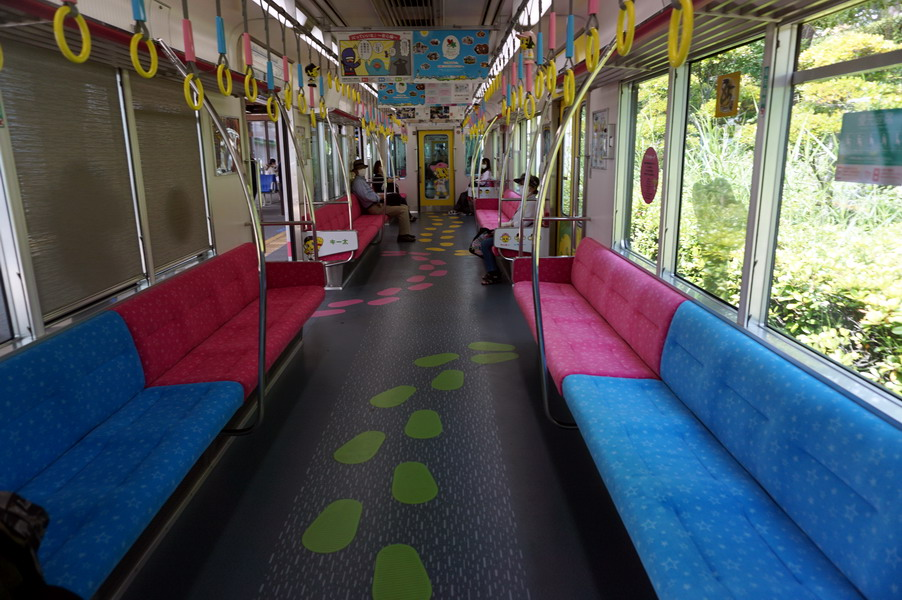
내부

### TORACO호

#### 외부
「여성 호랑이 스팬」이 테마. 5511·5911의 2량 편성.

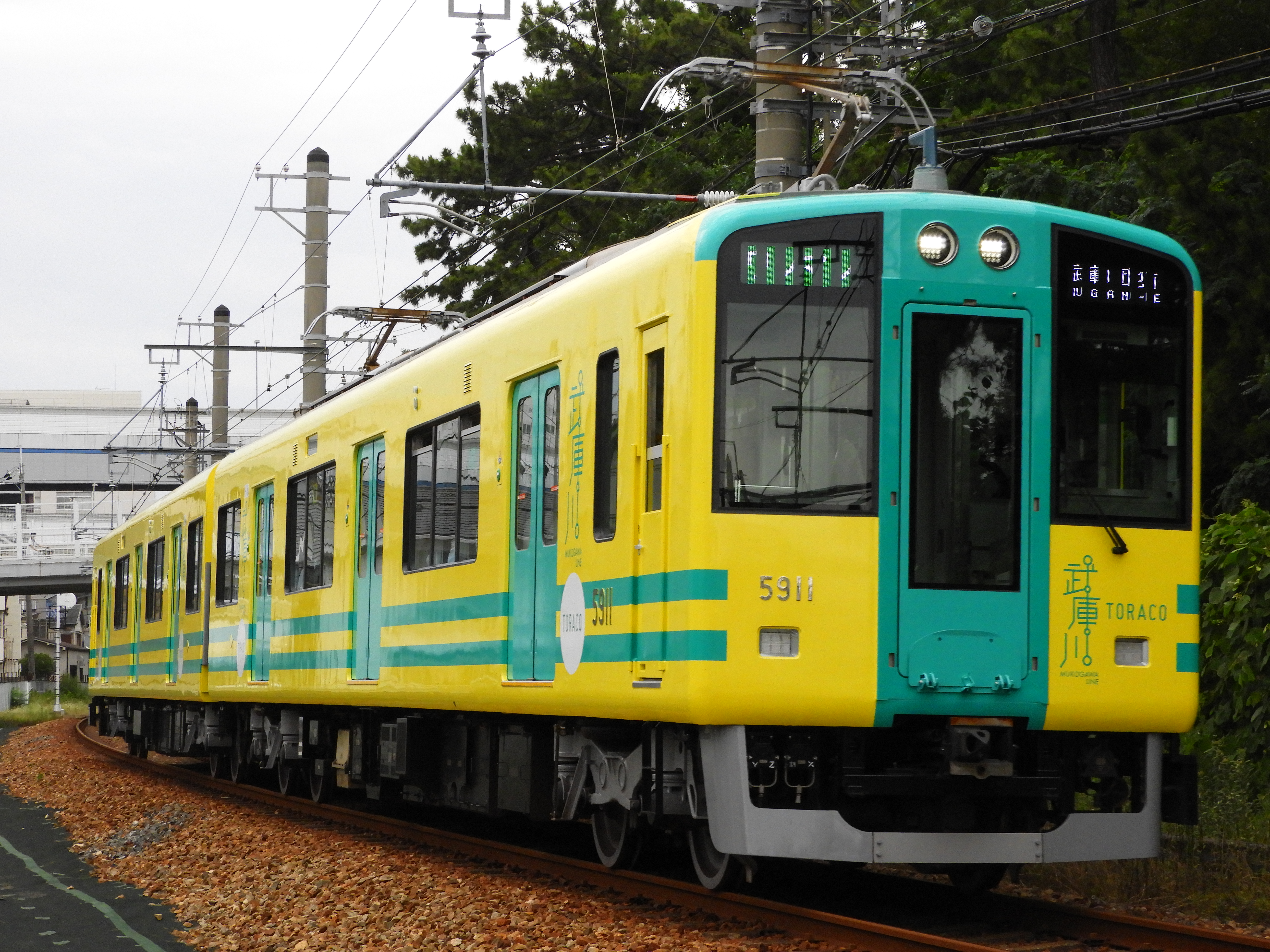
외부

#### 내부
외장은 밝은 '황색'을 기조로 '녹색' 라인이 들어갔다.
인테리어는 파스텔 컬러의 물방울 모양의 벽면과 일부 좌석에는 착석하면 호랑이 귀를 달고있는 것처럼 보이는 "TORACO SPOT"를 설치.

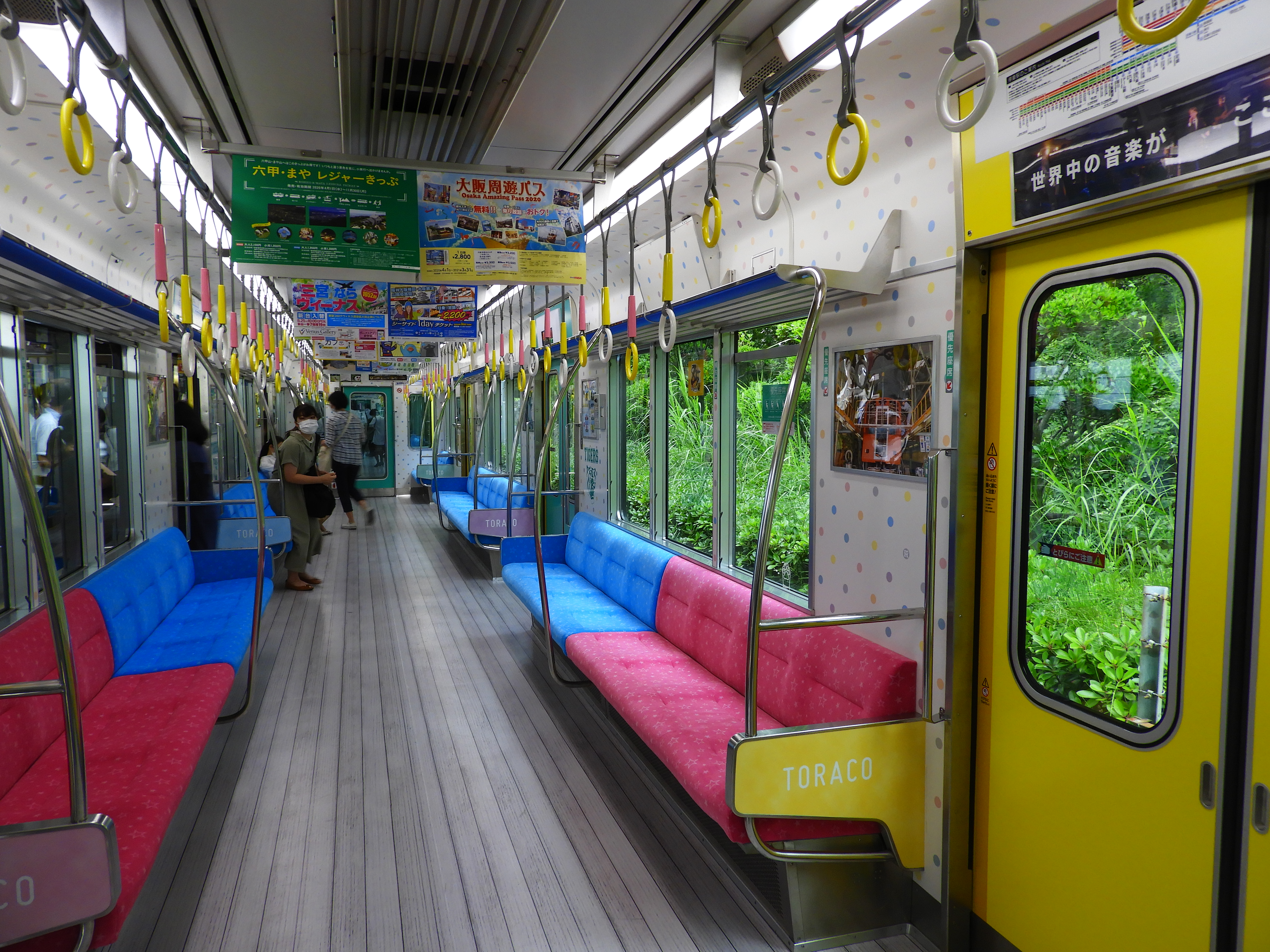
내부

## 외부 사이트
(일본어)阪神電車武庫川線5500形